# 대한민국 형사소송법 제277조
대한민국 형사소송법 제277조의2는 피고인의 출석거부와 공판절차에 대한 형사소송법의 조문이다.

## 조문
제277조의2(피고인의 출석거부와 공판절차) ① 피고인이 출석하지 아니하면 개정하지 못하는 경우에 구속된 피고인이 정당한 사유없이 출석을 거부하고, 교도관에 의한 인치가 불가능하거나 현저히 곤란하다고 인정되는 때에는 피고인의 출석 없이 공판절차를 진행할 수 있다. <개정 2007.6.1>
②제1항의 규정에 의하여 공판절차를 진행할 경우에는 출석한 검사 및 변호인의 의견을 들어야 한다. [본조신설 1995.12.29]

第277條의2(被告人의 출석거부와 公判節次) ① 被告人이 출석하지 아니하면 開廷하지 못하는 경우에 拘束된 被告人이 정당한 사유없이 출석을 거부하고, 교도관에 의한 引致가 불가능하거나 현저히 곤란하다고 인정되는 때에는 被告人의 출석 없이 公判節次를 진행할 수 있다.  <개정 2007.6.1.>

 ②第1項의 規定에 의하여 公判節次를 진행할 경우에는 출석한 檢事 및 辯護人의 의견을 들어야 한다.

[本條新設 1995.12.29.]

## 참고 문헌
- 손동권 신이철, 새로운 형사소송법(초판, 2013), 세창, 2013. ISBN 9788984114081